# Marathon (Texas)
Marathon es un lugar designado por el censo ubicado en el condado de Brewster en el estado estadounidense de Texas. En el Censo de 2010 tenía una población de 430 habitantes y una densidad poblacional de 31,53 personas por km².

## Geografía
Marathon se encuentra ubicado en las coordenadas 30°13′15″N 103°14′12″O / 30.22083, -103.23667. Según la Oficina del Censo de los Estados Unidos, Marathon tiene una superficie total de 13.64 km², de la cual 13.63 km² corresponden a tierra firme y (0.08%) 0.01 km² es agua.

## Demografía
Según el censo de 2010, había 430 personas residiendo en Marathon. La densidad de población era de 31,53 hab./km². De los 430 habitantes, Marathon estaba compuesto por el 88.14% blancos, el 0.23% eran afroamericanos, el 1.4% eran amerindios, el 0% eran asiáticos, el 0.23% eran isleños del Pacífico, el 9.53% eran de otras razas y el 0.47% pertenecían a dos o más razas. Del total de la población el 43.26% eran hispanos o latinos de cualquier raza.